# Máchmetro

Ilustración de la esfera de un máchmetro que indica un número de Mach ·83.

Un máchmetro (en ocasiones también machmetro) es un instrumento de control de vuelo perteneciente al sistema pitot-estática de una aeronave que indica la relación de la velocidad del avión con respecto al aire —"True airspeed" (TAS) en inglés— con la velocidad del sonido, que varía con la altitud de vuelo, debido a la temperatura y la densidad del aire. El máchmetro indica la velocidad en forma de fracción decimal, siendo 1 la velocidad del sonido. El Mach de vuelo es una cantidad adimensional, por ser únicamente una relación. Si V es la velocidad real y a la del sonido, el Mach de vuelo queda así:
{\displaystyle M={\frac {V}{a}}}
La velocidad del sonido en un gas, variante, queda definida por γ, R y T, que son, respectivamente, la relación entre los calores específicos a presión y temperatura constantes (Cp/Cv); la constante del gas (para el aire, R = 287,05 J/kg·K); y la temperatura. γ vale 1,4 en el caso del aire. 
{\displaystyle a={\sqrt {\gamma RT}}}
La franja de velocidades cercanas a la velocidad del sonido que sirve de paso del vuelo subsónico al vuelo supersónico se denomina vuelo transónico. Antes de alcanzar la velocidad del sonido, el avión en cuestión llega primero a su Mach crítico, en el que el aire que fluye sobre superficies a baja presión, donde es acelerado, alcanza localmente Mach 1 antes que el avión en sí. Esto provoca la formación de ondas de choque y el aumento de la resistencia aerodinámica. La velocidad indicada en estas condiciones cambia con la presión ambiental, que a su vez cambia con la altitud. Por lo tanto, la velocidad indicada no es adecuada para informar al piloto sobre su velocidad de vuelo. Para que sepa con seguridad si se acerca al Mach crítico de su avión se utiliza el máchmetro, más exacto en ese aspecto. 
Algunos máchmetros mecánicos antiguos utilizaban un barómetro dentro del aparato que convertía la presión pitot-estática en número de Mach, que recibe su nombre en honor al físico y filósofo austriaco Ernst Mach. Los máchmetros electrónicos modernos usan información de un sistema computarizado de datos del aire. 